# Жорнище (Винницкая область)
Жо́рнище (укр. Жорнище) — село на Украине, находится в Ильинецком районе Винницкой области.
Код КОАТУУ — 0521282403. Население по переписи 2001 года составляет 1028 человек. Почтовый индекс — 22721. Телефонный код — 4345.
Занимает площадь 4,13 км².

## Адрес местного совета
с.Жорнище, ул.Бойко, 17